# هاري لويس (ملاكم)
هاري لويس (بالإنجليزية: Harry Lewis)‏ مواليد 16 سبتمبر 1886 في نيويورك - الوفاة 22 فبراير 1956 في فيلادلفيا، كان ملاكم أمريكي صنّف ضمن فئة وزن الوسط.

## إحصائيات
خاض خلال مسيرته 173 نزالا، فاز في 108 وتعادل في 25 وخسر في 39. فاز بالضربة القاضية في 48 نزالا.

## روابط خارجية
- هاري لويس على موقع بوكس ريك (الإنجليزية) (registration required)